# پلنت ایرویز
پلنت ایرویز (به انگلیسی: Planet Airways) یک شرکت هواپیمایی است که در تاریخ ۱۹۹۵ میلادی تأسیس شده است.
دفتر مرکزی پلنت ایرویز در اورلندو، فلوریدا، ایالات متحده آمریکا واقع شده‌است.